# 万隆乡 (哈尔滨市)
万隆乡是中国黑龙江省哈尔滨市双城市下辖的一个乡，位于双城市西北部，北部毗邻松花江，西部为松花江支流拉林河。